# 奧斯本蘭丁 (印第安納州)
奧斯本蘭丁（英語：Osborn Landing）是位於美國印第安納州科西阿斯科縣的一個非建制地區。該地的面積和人口皆未知。